# 29P/Schwassmann-Wachmann
29P/Schwassmann-Wachmann 1, komet Jupiterove obitelji. 